# Prosena dorsalis
Prosena dorsalis är en tvåvingeart som beskrevs av Macquart 1847. Prosena dorsalis ingår i släktet Prosena och familjen parasitflugor. Inga underarter finns listade i Catalogue of Life.